# Adam Lewenhaupt (riksheraldiker)
Denna artikel handlar om den svenske greven och riksheraldikern, för andra med samma namn se Adam Ludvig Lewenhaupt (olika betydelser)
Adam Ludvig Carl Lewenhaupt, född 5 december 1861 i Klara församling, Stockholm, död 26 december 1944 i Hovförsamlingen, Stockholm, var en svensk greve, hovman och riksheraldiker.
Han var son till överstekammarherren greve Adam Lewenhaupt och grevinnan Charlotte Gyldenstolpe.

## Biografi
Han avlade kansliexamen i Lund 1888, blev e.o. amanuens i riksarkivet 1888, kammarherre hos änkehertiginnan Teresia av Dalarna 1895, riddarhusgenealog 1905–1908, riksheraldiker 1903–21, amanuens i riksarkivet 1904, introduktör för främmande sändebud 1905–1928, hovmarskalk 1916, överstekammarjunkare 1928, förste arkivarie i riksarkivet över stat 1917. Han var medlem av den utomordentliga ambassaden till Dresden, Konstantinopel och Bukarest 1908, generalstormästare i Stora Amaranterorden 1916–1944, stormästare i Timmermansorden 1928, kommendator för Johanniterorden i Sverige 1941–1944 och filosofie hedersdoktor vid Stockholms högskola 1936. Han var utgivare av Sveriges Ridderskap och Adels kalender 1905–1918. År 1940 blev Lewenhaupt överstekammarherre.
Han arbetade bland annat för att få bort föreställningen att heraldik och bruk av vapensköldar bara var för frälse. Efter hans utgivna publikationer 1927 ökade bruket av borgerliga heraldiska vapen för att skjuta fart på allvar under sent 1900-tal.[källa behövs]

## Designer av vapensköldar
Adam Lewenhaupt, som ofta skämtade, var tidigt engagerad när stadsvapnet för Lidingö stad skulle fastställas när man övergick från köping 1926 och låg bakom förslaget med ett vikingaskepp som till slut gick segrande ur den långa diskussionen. Han skrev en lång artikel i Lidingö Tidning där han lade ut texten och skämtade om de dittills inkomna förslagen, samtidigt som han lade fram en rad egna förslag innan Vikingaskeppet dök upp vid horisonten på sin färd från Saltsjöbaden som hade förkastat vikingaskeppet som vapen och därför hade blivit ledigt. Det Banérska vapnet hade varit nära till hands, ansåg han, eftersom Banérs på Djursholms slott hade styrt över Lidingö i nära 300 år fram till 1774 men som övertagits av Djursholm.
"Men om det hade legat någon sanning i den gamla anekdoten att en medlem av ätten Banér hade bytt bort Lidingö mot ett koppel hundar så vore det pietetsfullt att pryda vapnet med en hund; speciellt den ras som på heraldiskt språk benämns braque. Då detta emellertid kunde giva anledning till oförsynta och vid ett så förnämligt stadssamhälle som Lidingö, fullkomligt omotiverade vitsar, må denna förflugna tanke genast förflyktigas".
Ett annat förslag som han framförde, kanske också mer på skämt, var ett vapen med maträtten lidingölake med ärtor eller strömming som fiskades i stora mängder utanför Lidingö.
"Den som älskar laken kan se sig mätt på vapnet och tanken på denna. Den som föredrar strömming kan också bli tillfredsställd, men kanske tycker det är för lite med en enda. Jag är i så fall oförhindrad att servera tre, men ej mer. Vill man sedan hugfästa ärtorna är det helt enkelt att beströ fältet (på vapenskölden) med små gyllene kulor. Den heraldiska kulinaristiken har gott om figuralt talat, smältbara ingredienser."
Det blev till slut ett vikingaskepp i stadsvapnet som segrade.

## Utmärkelser

### Svenska utmärkelser
- Konung Oscar II:s och Drottning Sofias guldbröllopsminnestecken, 1907.[2]
- Konung Oscar II:s jubileumsminnestecken, 1897.[2]
- Konung Gustaf V:s jubileumsminnestecken med anledning av 70-årsdagen, 1928.[3]
- Kommendör med stora korset av Nordstjärneorden, 28 april 1931.[4]
- Kommendör av första klassen av Nordstjärneorden, 6 juni 1918.[5]
- Kommendör av andra klassen av Nordstjärneorden, 6 juni 1911.[6]
- Riddare av Carl XIII:s orden, 28 januari 1942.
- Rättsriddare av Johanniterorden i Sverige, tidigast 1921 och senast 1925.[7][8]

### Utländska utmärkelser
- Storkorset av Belgiska Leopold II:s orden, tidigast 1925 och senast 1928.[8][9]
- Storkorset av Danska Dannebrogorden, tidigast 1928 och senast 1931.[3][9]
- Kommendör av andra graden av Danska Dannebrogorden, senast 1915.[2]
- Första graden av andra klassen av Kinesiska Dubbla drakorden, senast 1915.[2]
- Första klassen av Persiska Lejon- och solorden, senast 1915.[2]
- Riddare av första klassen av Ryska Sankt Stanislausorden, senast 1915.[2]
- Storkorset av Spanska Civilförtjänstorden, tidigast 1928 och senast 1931.[3][9]
- Första klassen Osmanska rikets Meschidie-orden, senast 1915.[2]
- Första klassen av Tunisiska orden Nischan el Iftikhar, tidigast 1921 och senast 1925.[7][8]
- Storofficer av Italienska kronorden, senast 1915.[2]
- Storofficer av Nederländska Oranien-Nassauorden, tidigast 1921 och senast 1925.[7][8]
- Storofficer av Rumänska Stjärnans orden, senast 1915.[2]
- Kommendör av första klassen av Anhaltska Albrekt Björnens husorden, senast 1915.[2]
- Kommendör av första klassen av Finlands Vita Ros’ orden, tidigast 1918 och senast 1921.[7][10]
- Riddare av andra klassen med kraschan av Preussiska Kronorden, senast 1915.[2]
- Kommendör av första klassen av Sachsiska Albrektsorden, senast 1915.[2]
- Kommendör av Franska Hederslegionen, senast 1915.[2]
- Kommendör av andra klassen av Sachsen-Ernestinska husorden, senast 1915.[2]
- Första klassen av Schwarzburgska hederskorset, senast 1915.[2]
- Riddare av Preussiska Johanniterorden, tidigast 1918 och senast 1921.[7][10]